# Antonina Koszel
Antonina Władimirowna Koszel, ros. Антонина Владимировна Кошель (ur. 20 listopada 1954 w Smolewiczach) – radziecka gimnastyczka pochodzenia białoruskiego. Mistrzyni olimpijska z Monachium (1972), medalistka zawodów krajowych i międzynarodowych.

## Osiągnięcia
| Zawody                           | Rok                   | Konkurencja           | Konkurencja           | Konkurencja           | Konkurencja           | Konkurencja           | Konkurencja           |
| Zawody                           | Rok                   | VT                    | UB                    | BB                    | FX                    | wielobój ind.         | wielobój druż.        |
| Zawody międzynarodowe            | Zawody międzynarodowe | Zawody międzynarodowe | Zawody międzynarodowe | Zawody międzynarodowe | Zawody międzynarodowe | Zawody międzynarodowe | Zawody międzynarodowe |
| -------------------------------- | --------------------- | --------------------- | --------------------- | --------------------- | --------------------- | --------------------- | --------------------- |
| Igrzyska olimpijskie             | 1972                  | 12T QR                | 49T QR                | 12T QR                | 33T QR                | 16                    | 1                     |
| Zawody krajowe                   |                       |                       |                       |                       |                       |                       |                       |
| Mistrzostwa Związku Radzieckiego |                       |                       |                       |                       |                       |                       |                       |
| 1974                             | 3                     |                       | 4                     |                       | 9                     | 3                     |                       |
| 1973                             |                       |                       |                       |                       | 2                     |                       |                       |
| 1972                             | 4                     |                       |                       |                       | 7                     | 3                     |                       |
| 1971                             |                       | 2                     | 4                     |                       | 3                     |                       |                       |